# Ideopsis perakana
Ideopsis perakana är en fjärilsart som beskrevs av Hans Fruhstorfer 1898. Ideopsis perakana ingår i släktet Ideopsis och familjen praktfjärilar. Inga underarter finns listade i Catalogue of Life.